# Revolución tunecina
La Revolución tunecina (en árabe: الثورة التونسية; en francés: Révolution tunisienne) a veces llamada Revolución del Jazmín (ثورة الياسمين; Révolution de jasmin), Intifada de idi Bouzid (Sidi Bouzid intifada; سيدي بوزيد الانتفاضة) o, más comúnmente entre la población tunecina, Revolución de la Dignidad (Révolution de la dignité; ثورة الكرامة) es como se conoce a una intensa campaña de resistencia civil ocurrida en Túnez a partir de diciembre de 2010 y que se extendió a lo largo del año 2011, bajo la forma de manifestaciones masivas y huelgas generales. Las protestas, en gran medida pacíficas y de carácter laico, sentaron un precedente decisivo para el mundo árabe cuando, el 14 de enero de 2011, precipitaron el derrocamiento del gobierno autoritario de Zine El Abidine Ben Ali. Su caída condujo a un gobierno provisional dirigido por Fouad Mebazaa como presidente y Béji Caïd Essebsi como primer ministro, el cual disolvió los mecanismos de poder del régimen (el poder legislativo y el partido hegemónico RCD) y convocó a elecciones libres para una Asamblea Constituyente en octubre de 2011. La misma redactó una nueva constitución democrática que entró en vigor el 26 de enero de 2014, convirtiendo a Túnez en la primera democracia secular del mundo árabe.
Los medios de comunicación han tomado como fecha de inicio el viernes 17 de diciembre de 2010, cuando el joven vendedor ambulante Mohamed Bouazizi se quemó a lo bonzo en la citada ciudad de Sidi Bouzid, para protestar por la acción de la policía que, al confiscarle su puesto callejero de venta de frutas, le había condenado al paro y a la miseria. 
Los hechos continuaron por la reacción de la población con fuertes protestas ante el suceso, así como el incremento excesivo de los precios en los alimentos básicos, la corrupción, las malas condiciones de vida de los habitantes tunecinos y la falta de oportunidades para superar la crisis económica que sufría el país desde 2008. Éstas fueron las más importantes de los últimos 30 años.
El presidente Ben Ali, que gobernaba desde 1987, mandó reprimir las manifestaciones que, por todo el país, produjeron 66 muertos en un mes. Cuando se percató de que la revolución se extendía a la vez que sus efectos desestabilizadores se mostraban imparables, ordenó el cese de los disparos por parte de las fuerzas de seguridad contra los manifestantes y anunció que dejaría el poder en 2014 y prometió libertad de información en todos los medios de comunicación, incluido internet. Unos días después, el 14 de enero de 2011, ante la presión de las protestas, el presidente cedió el poder al primer ministro Mohammed Ghannouchi, huyó del país y se refugió en Arabia Saudita.
El 27 de febrero, poco más de un mes después, Mohammed Ghannouchi anunció su dimisión como primer ministro del gobierno de transición, tras unos días de intensas manifestaciones en las que miles de manifestantes pedían su dimisión y la del gobierno. Ese día, el cargo de primer ministro pasó a Béji Caïd Essebsi, antiguo decano del Colegio de Abogados de Túnez. El 23 de octubre de 2011, finalmente se celebraron las primeras elecciones democráticas en la historia del país, asumiendo una Asamblea Nacional Constituyente, e iniciando la transición tunecina a la democracia.

## Antecedentes
Zine El Abidine Ben Ali gobernaba autocráticamente el país desde el 7 de noviembre de 1987, tras haber derrocado al dictador Habib Burguiba, que gobernaba desde 1956, por lo que desde esa fecha Túnez no había visto un proceso electoral democrático. Las dos décadas y media de gobierno de Ben Ali se caracterizaron por el desarrollo del sector privado en favor de la inversión extranjera, y numerosas violaciones a los derechos humanos. Los medios extranjeros y las ONG criticaron al gobierno tunecino, que fue apoyado continuamente por los Estados Unidos y Francia, antigua potencia colonial administradora de Túnez. Como resultado, las reacciones iniciales a los abusos de Ben Ali por parte de los EE. UU. y Francia fueron silenciadas, y la mayoría de los casos de protesta social y política en el país, cuando se presentaban, raras veces generaban repercusión en las noticias locales.
A pesar de la represión política, los disturbios en Túnez eran poco frecuentes, y dignos de mención, sobre todo debido a que el país era considerado generalmente más próspero y estable que el resto de los países árabes. Cualquier forma de protesta fue reprimida exitosamente y la disidencia se mantuvo en silencio, los manifestantes serían encarcelados por tales acciones, al igual que, por ejemplo, las protestas de cientos de manifestantes desempleados en Redeyef terminadas con éxito en 2008. Las protestas también fueron conocidas como "levantamientos" debido a "una combinación letal de pobreza, desempleo y represión política: tres características de la mayoría de las sociedades árabes".
Semanas antes del estallido de los disturbios, el 28 de noviembre de 2010, WikiLeaks y cinco de los principales periódicos del mundo occidental (El País de España, Le Monde de Francia, Der Spiegel de Alemania, The Guardian del Reino Unido, y The New York Times de los Estados Unidos) publicaron simultáneamente los primeros 220 de 251.287 documentos filtrados con etiqueta confidencial. Estos incluían una muy detallada descripción de la corrupción y el clientelismo, además de la represión, del régimen tunecino. Se cree ampliamente que los informes de WikiLeaks pudieron contribuir al enardecimiento de la población al momento del estallido de la revuelta.

## Protestas en distintas ciudades del país

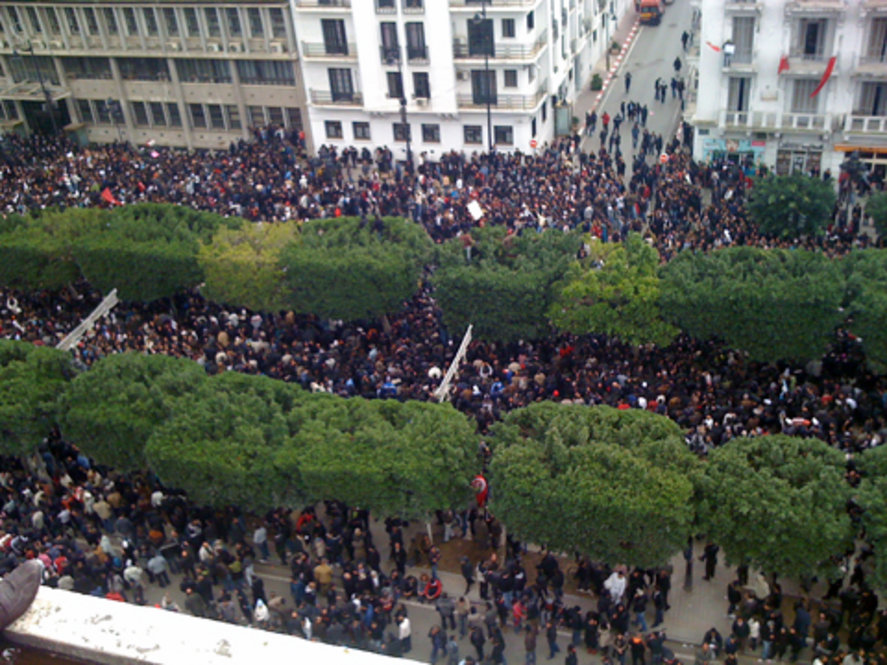
Multitud de manifestantes frente al Ministerio del Interior, el 14 de enero de 2011.

Los disturbios estallaron el viernes 17 de diciembre de 2010 cuando el joven Mohamed Bouazizi, de 26 años, se quemó a lo bonzo en la localidad turística de Sidi Bouzid para denunciar abusos administrativos, después de que la Policía le confiscara las frutas y legumbres que vendía en la calle, con el argumento de que carecía del permiso para esa actividad. A partir de ese día empezaron las revueltas sociales que fueron protagonizadas por jóvenes que gritaban consignas contra el gobierno, lanzaban cócteles molotov y se enfrentaban a pedradas con la policía. En las protestas subyacía el clima de descontento por el aumento del paro (cercano al 15%, y que afectaba sobre todo a los universitarios), la corrupción y el empeoramiento de la situación económica. Las sucursales bancarias, sedes de organismos oficiales y comisarías fueron el principal objetivo de la ira de los tunecinos en las protestas.
El miércoles 12 de enero, con Ben Ali todavía en el poder, las autoridades habían reconocido 21 muertes y cientos de detenciones. No obstante, la Federación Internacional por los Derechos Humanos (FIDH) aseguraba que tenía identificados a 66 muertos a causa de los disturbios. Posteriormente, el 17 de enero, el gobierno de transición reconoció 78 muertes durante las protestas.
Tras la caída de Ben Ali las protestas no cesaron, y éstas pasaron a ser dirigidas hacia el gobierno de transición comandado por el primer ministro Mohamed Ghannouchi. Los manifestantes argumentaban que el nuevo gobierno era una continuación de la dictadura, ya que tanto el primer ministro como la mayoría de los ministros eran del partido de Ben Ali. Los días viernes 25 y sábado 26 de febrero, las protestas se intensificaron, consiguiendo la dimisión de Ghannouchi como primer ministro.
Hubo negociaciones de parte de opositores como Sihem Bensedrine en procura de una alternativa al gobierno de transición como, por ejemplo, un "comité de sabios".

## Posición y consecuencias en el gobierno de Túnez
El Gobierno de Túnez empezó llamando «actos terroristas» a las protestas de la revuelta, desplegó al Ejército e implantó el toque de queda. El 12 de enero el primer ministro tunecino, Mohammed Ghannouchi, destituyó al ministro del Interior, Rafik Belhaj Kacem, y anunció que todos los detenidos desde que comenzaron las protestas serían puestos en libertad. También anunció la promesa de crear 300.000 nuevos puestos de trabajo. El jueves 13 de enero fue el propio presidente, Zine el Abidine Ben Ali, el que prometió una importante reforma económica y social en el país. Anunció una bajada de precios de productos básicos, libertad de información y aseguró que no volvería a presentarse a la reelección. Con el incremento de las protestas el presidente Zine el Abidine Ben Ali disolvió el Gobierno y prometió convocar elecciones legislativas anticipadas en un plazo de seis meses, pero huyó del país el viernes 14 de enero, dejando el poder en manos del primer ministro, y trató de llegar a Francia en un avión del ejército, pero tras el rechazo del país galo, fue acogido en Arabia Saudita. Unos días después, el 20 de enero, se revelaron más datos sobre el derrocamiento y huida de Ben Alí; se conoció entonces que el Jefe del Estado Mayor de las Fuerzas Armadas (que había dejado claro desde el inicio de la crisis que los militares no dispararían contra los manifestantes) le dijo a Ben Ali que se tenía que ir de inmediato. Así que el dictador tuvo que marcharse en contra de su voluntad, e incluso al llegar a Arabia Saudita llamó por teléfono al primer ministro para decirle que quería regresar, pero éste le respondió que ya era imposible.

### Doble relevo en la presidencia de Túnez
El primer ministro, Mohammed Ghannouchi, asumió la presidencia interina del país, junto a los presidentes del Congreso, Fued Mebaza, y de la Cámara de Consejeros (Senado), Abdalá Kallel, comprometiéndose a respetar la Constitución y restaurar la estabilidad: "Conforme al artículo 56 de la Constitución y en vista de la dificultad del jefe del Estado para asegurar la gobernabilidad del país, asumo a partir de este momento el cargo de presidente interino". Tras asumir la presidencia, se declaró en todo el país el estado de excepción, prohibiéndose toda concentración de personas en la vía pública. Sin embargo, el Consejo Constitucional decretó el sábado 15 de enero que ante la situación de "vacío de poder" se deberán celebrar elecciones presidenciales en un plazo máximo de 60 días y que, como señalaba la Constitución, el presidente interino sería Fued Mebaza, que era presidente del parlamento y quien en pocas horas juró el cargo. El Consejo Constitucional señaló:

El Consejo Constitucional anuncia que el cargo de presidente está definitivamente vacante, por lo que debemos referirnos al artículo 57 de la Constitución, que establece que en caso de situación vacante de la Presidencia de la República por muerte, dimisión o impedimento absoluto [del Presidente], el presidente del Parlamento ocupará el puesto de presidente de forma interina y deberá convocar elecciones en un plazo de entre 45 y 60 días.

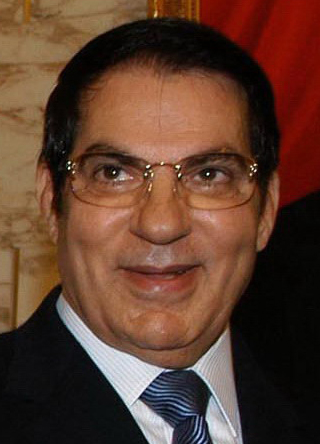
Zine El Abidine Ben Ali huyó del país el 14 de enero de 2011, ante la presión de las protestas.
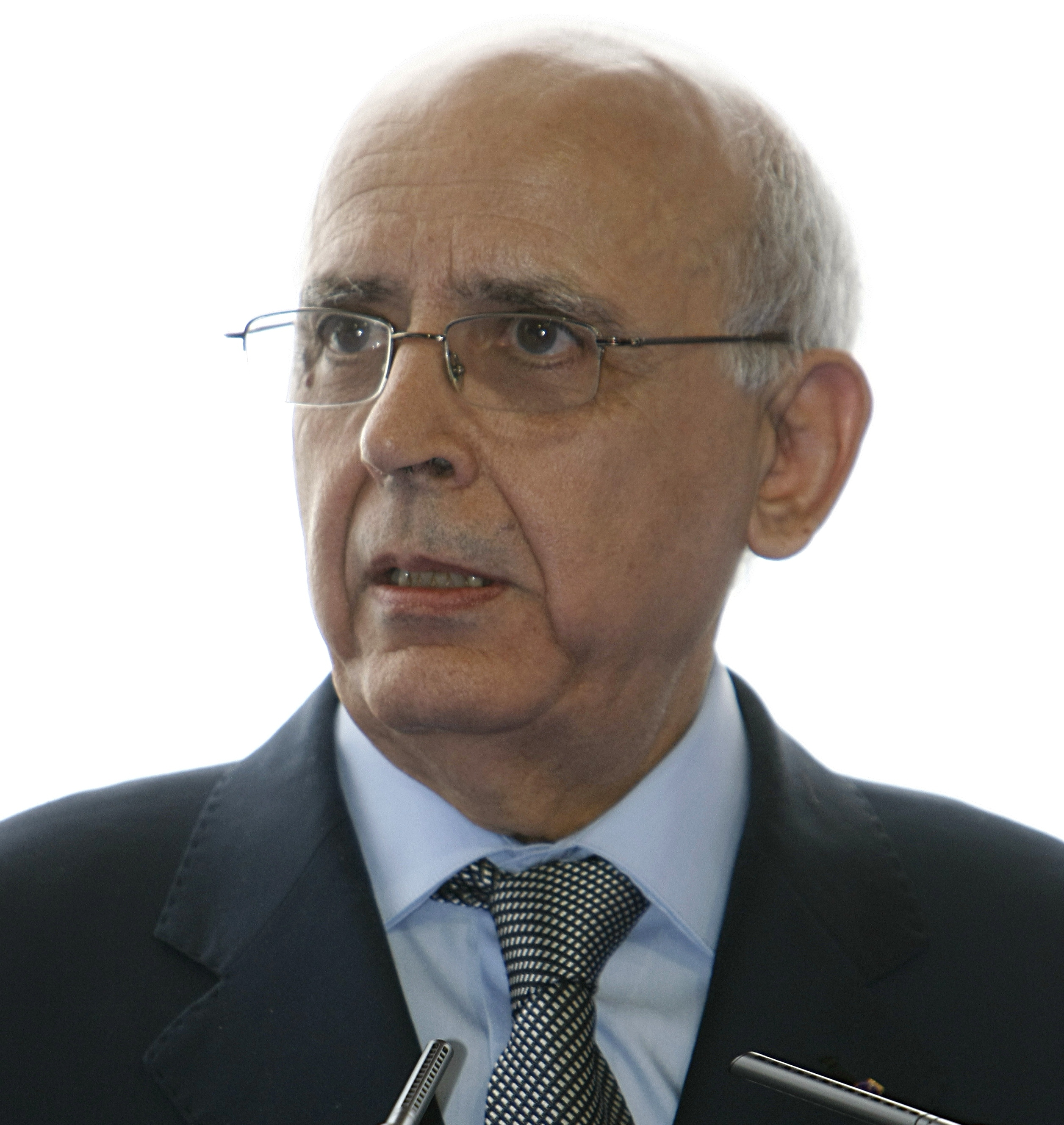
Mohamed Ghannouchi asumió la presidencia de la República.
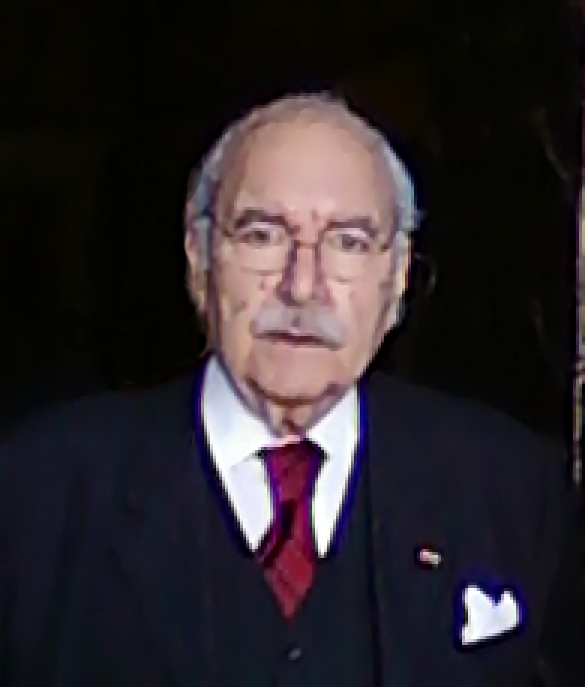
Fouad Mebazaa fue proclamado Presidente interino por el Consejo Constitucional de Túnez el 15 de enero.

### Enfrentamientos entre el ejército y los partidarios de Ben Ali

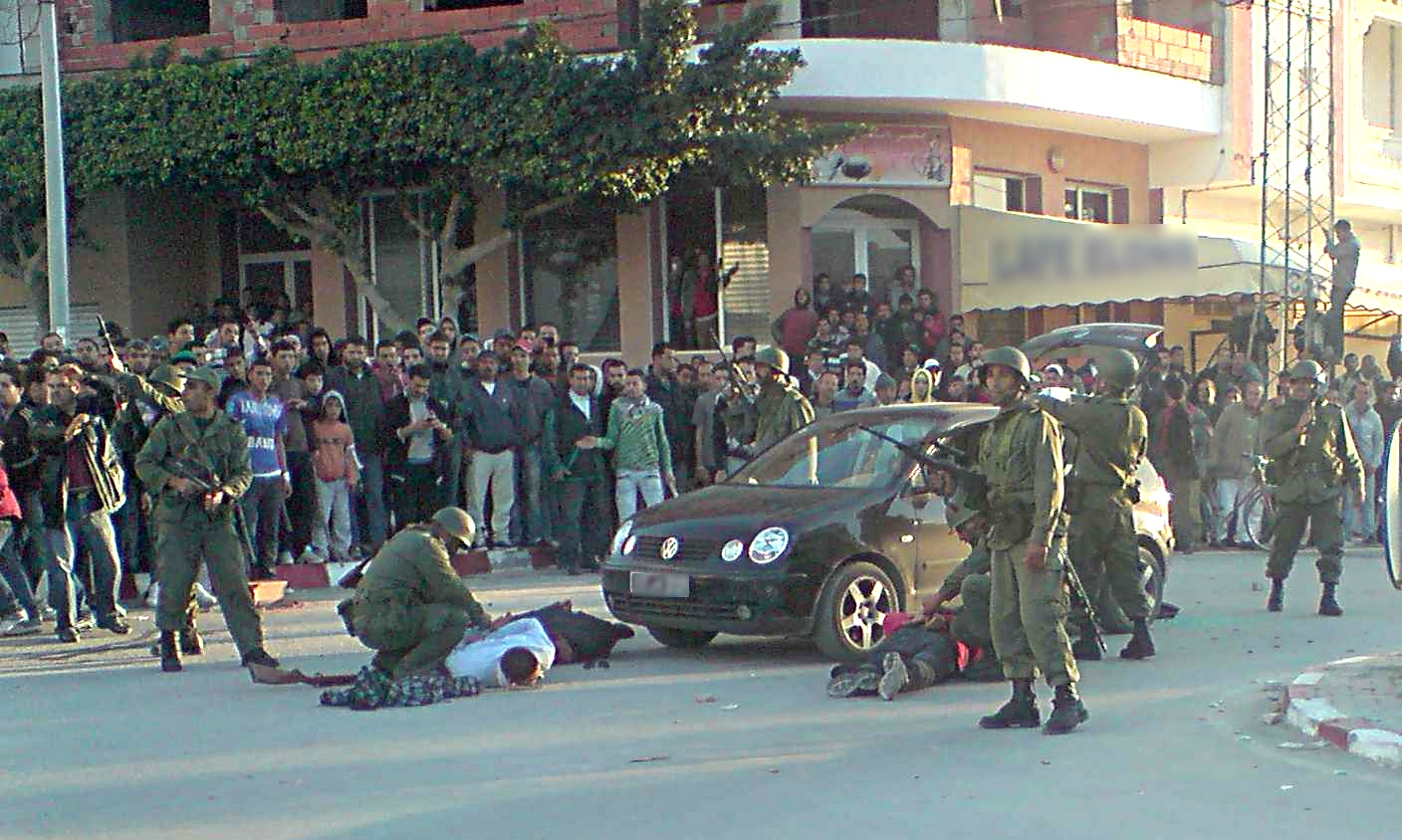
Efectivos del ejército efectuando detenciones.

Horas después de anunciarse el arresto del jefe de seguridad del derrocado presidente, Ali Seriati, acusado de motivar la agitación, y mientras se negociaba un gobierno de coalición que habría de asegurar una transición democrática pacífica hasta unos comicios cercanos, el ejército se despliega en la ciudad de Túnez para intentar evitar los saqueos, los incendios y los eventuales tiroteos, disturbios que el ejército achaca a la voluntad de milicias del antiguo régimen para desestabilizar el país. Mientras, multitud de ciudadanos huyen hacia el sur de la capital. Otras fuentes han informado también del arresto de Rafik Belhaj Kacem, ministro del Interior del gobierno depuesto, mientras trataba de huir a Argelia.
En este ambiente caótico el ejército ha asumido la responsabilidad de la muerte de varios francotiradores y del asalto al palacio presidencial. El ejército, paulatinamente, relevó a la policía en la seguridad de la capital. Entre manifestaciones cortadas por el ejército, el lunes 17 de enero se formó un gobierno de unidad que mantenía cuatro ministros del antiguo además de incluir a destacados políticos de la oposición; para ese día, las revueltas se habían cobrado ya 78 víctimas según los datos oficiales.

## Posición y situación de las fuerzas políticas opositoras
Las fuerzas de la oposición criticaron la "violenta represión" de las manifestaciones y demandaron al Gobierno que estableciera un diálogo nacional entre todos los sectores políticos y sociales del país. El secretario general del Movimiento de la Renovación (Etajdid) denunció el "fracaso de la política gubernamental, incapaz de comprender las demandas populares". Vieron en el origen de las protestas el nepotismo del Gobierno y de la familia del presidente Ben Ali.
El portavoz del Partido Comunista de los Obreros Tunecinos (PCOT), Hamma Hammami, fue detenido por la policía en la mañana del miércoles 12 de enero, cuando se encontraba en su domicilio. Según relató él mismo, una veintena de hombres irrumpieron en su casa para detenerlo destrozando la puerta del apartamento y cogiendo el ordenador de su esposa y una cámara de fotos. Posteriormente fue llevado al ministerio del interior donde permaneció con las manos atadas hasta su liberación. Fue puesto en libertad el 14 de enero, el mismo día de la caída de Ben Ali.
El presidente del partido Congreso para la República (CPR), Moncef Marzouki, exiliado en París (Francia), anunció su vuelta inmediata al país y declaró que Túnez está viviendo una segunda independencia y que ahora "el poder está en la calle" mostrando su satisfacción por la marcha de Ben Alí y solicitando que todos sus "esbirros" abandonen el poder.
El partido islamista Ennahda fue legalizado el martes 1 de marzo por el Ministerio del interior del gobierno de transición. Posteriormente, el 7 de marzo, fue legalizado el CPR de Marzouki junto a otros nueve partidos más, y el 18 de marzo fue legalizado el PCOT junto a otros seis partidos.

## Repercusión internacional

### Consecuencias inmediatas en otros países árabes

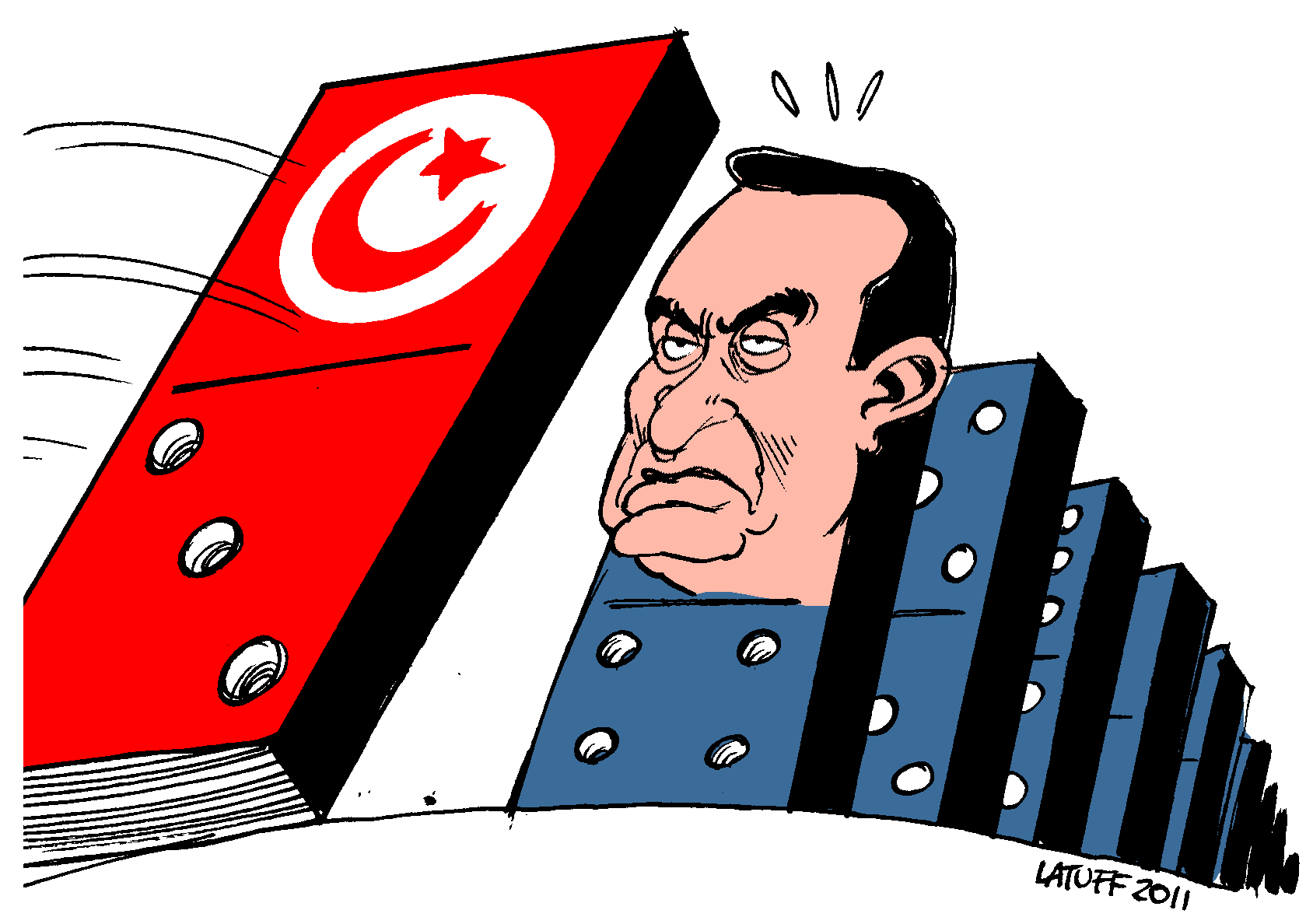
Efecto dominó de la revolución de Túnez.

El alzamiento del pueblo tunecino, el primero de corte no islamista que sucede en un país árabe con éxito, ha generado incertidumbre en otros países árabes, cuyos habitantes viven en condiciones similares a los de Túnez, y ha provocado protestas similares y manifestaciones en apoyo del pueblo tunecino. Así, tras conocerse el derrocamiento del presidente unos manifestantes apoyaron a los tunecinos frente a la embajada de Túnez en la capital jordana, Amán, y el domingo 16 de enero un joven argelino se quemó a lo bonzo, al igual que había sucedido en diciembre en Túnez, siendo el cuarto argelino que intentó suicidarse de esa manera en menos de una semana. El mismo tipo de suicidio se repitió el lunes 17 de enero en Egipto, donde un hombre se prendió fuego frente al Parlamento, en pleno centro de El Cairo, y en Mauritania otro hombre se ha quemado frente al Senado de Nuakchot, la capital.
Otras manifestaciones han ocurrido en diferentes países árabes en apoyo de Túnez, como en Egipto, donde los manifestantes se han opuesto también a su propio gobierno, en contraste con el silencio de sus gobernantes, pues sólo Egipto y Catar han hablado sobre la revolución popular de Túnez, tarde y ambiguamente; Marruecos, incluso, prohibió las manifestaciones solidarias con Túnez. Distinta reacción ha tenido la revuelta en la prensa independiente árabe; el diario libanés As Safir, incluso, llegó a difundir su deseo de que esta primera revolución popular árabe del siglo XXI sea un modelo para el cambio en el mundo árabe esperado desde hace mucho tiempo. En Libia, si bien Muammar al-Gaddafi se declaró a favor del pueblo tunecino, registró protestas violentas en diversas localidades que incluía la quema de comercios. En Gaza también hubo manifestaciones a favor de Túnez.
Después de la multitudinaria manifestación que tuvo lugar en Egipto el viernes 28 de enero de 2011, horas después de que el líder egipcio Mubarak ordenara el cese de los enrutadores y de los teléfonos móviles, con lo cual el país quedó desconectado del mundo, en un intento de que los disidentes no pudieran comunicarse entre sí, las protestas se expandieron con fuerza a Jordania, Siria y Arabia Saudí.

### Reacción en los países no árabes

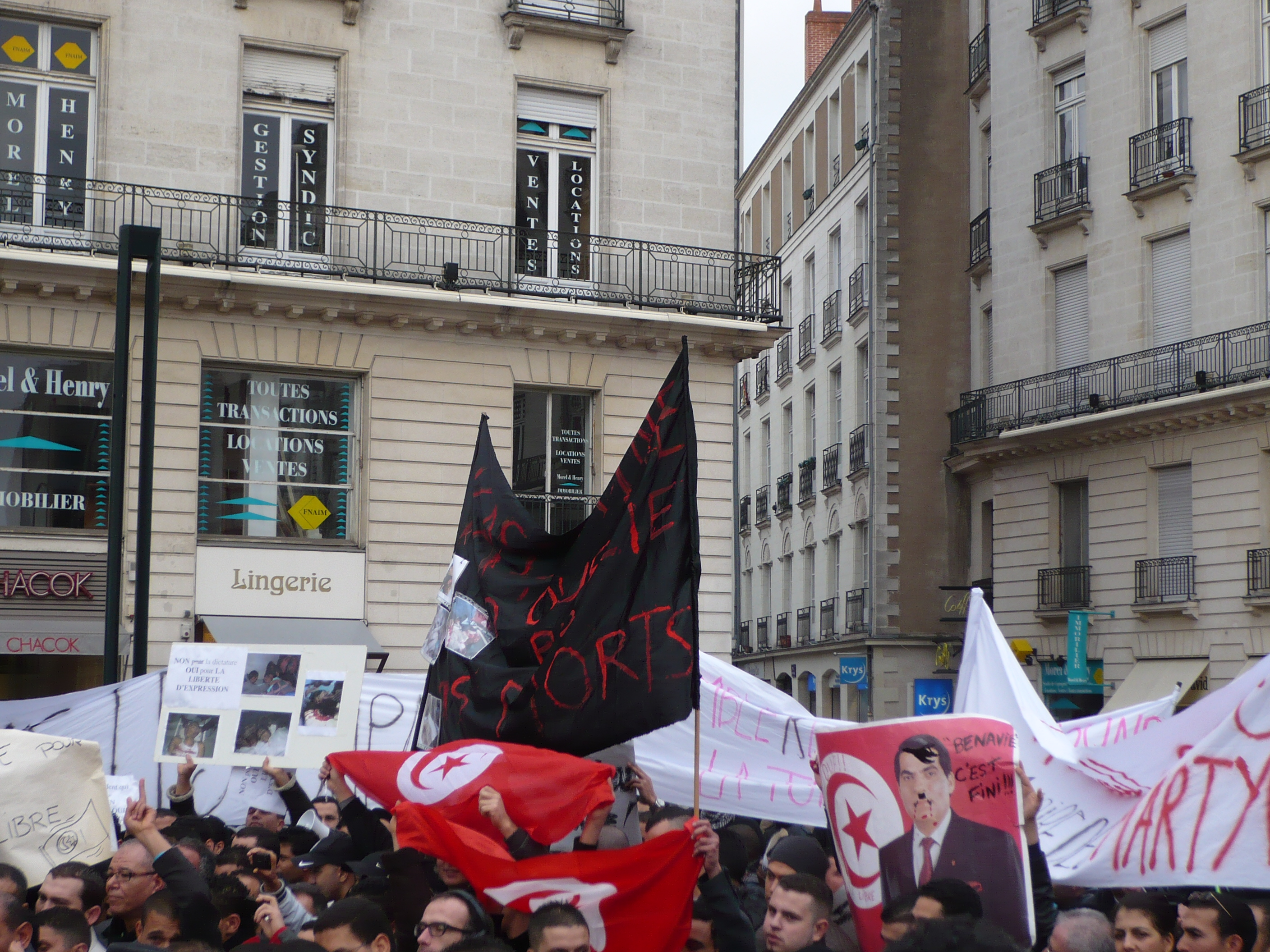
Manifestantes en Nantes (Francia), en apoyo del pueblo tunecino, el 15 de enero de 2011.

Unión Europea. La jefa de Política Exterior de la UE, Catherine Ashton, y el Comisario Štefan Füle expresaron conjuntamente su "apoyo y reconocimiento al pueblo tunecino y sus aspiraciones democráticas, que deben ser alcanzados de manera pacífica", instando a "todas las partes a mostrar moderación y mantener la calma para evitar más víctimas y la violencia ". La UE también expresó su "disposición a ayudar a encontrar soluciones duraderas democráticas a la crisis en curso". 
 ONU: Los informes de las Naciones Unidas señalaron que la mayoría de las protestas era de naturaleza pacífica, y que las fuerzas de seguridad habían reaccionado con una fuerza excesiva que no cumplía con los estándares internacionales. Naciones Unidas exigió que el Gobierno realizase una investigación "transparente, creíble e independiente sobre la violencia y las muertes". La Alta Comisionada para Túnez mostró su preocupación por el gran número de arrestos producidos, "incluyendo defensores de los derechos humanos, blogueros y activistas", y lamentó los informes sobre el uso de la tortura y los malos tratos a los detenidos. El secretario general, Ban Ki-moon, afirmó que "la situación política se está desarrollando rápidamente y todos los esfuerzos deben ser realizados por todas las partes interesadas para establecer un diálogo y resolver problemas de forma pacífica para evitar una mayor pérdida, la violencia y la progresividad".
 España: El Gobierno de España realizó un llamado a la calma e instó a las autoridades que han asumido provisionalmente el poder a que "promuevan la concertación nacional en estos momentos difíciles" y "convoquen elecciones generales cuanto antes y con plenas garantías".
 Francia: El presidente francés, Nicolas Sarkozy, declaró que "sólo el diálogo puede aportar una solución democrática y duradera a la crisis actual". El Primer Secretario del Partido Socialista de Francia, Martine Aubry, ha pedido al Gobierno de Francia ser más duro con el gobierno tunecino: "Me gustaría decir a la gente de Túnez que cuenta con el apoyo y solidaridad del PSF, y le pedimos que Francia adopte una posición firme para condenar la represión inaceptable". También prohibió al expresidente de Túnez refugiarse en territorio francés y afirmó que sus allegados radicados en Francia deberían salir del país, negándole así cualquier tipo de apoyo.
 Reino Unido: El Secretario de Asuntos Exteriores británico, William Hague, condenó la violencia y pidió "un rápido retorno a la ley y el orden, la moderación de todas las partes, un movimiento ordenado y justo hacia elecciones libres y una expansión inmediata de las libertades políticas en Túnez", instando a las autoridades de Túnez "a hacer todo lo posible para resolver la situación pacíficamente".
 Estados Unidos: El presidente estadounidense, Barack Obama, aplaudió la valentía y la dignidad de los tunecinos. Instó a todas las partes a mantener la calma y evitar la violencia. También hizo un llamamiento al gobierno tunecino a respetar los derechos humanos y celebrar elecciones libres y justas en el futuro.
 República Árabe Saharaui Democrática: El gobierno saharaui, a través de su ministro de Asuntos Exteriores, Mohamed Salem Ould Salek, consideró que una nueva etapa ha comenzado en Túnez, a la vez que expresó su "total apoyo a la libre decisión del hermano pueblo tunecino". Además el gobierno saharaui desea "el restablecimiento del orden, la seguridad y la estabilidad en la hermana Túnez, bajo la democracia, la libertad, la justicia y la igualdad".

### Reclamación de deuda odiosa de Ben Alí en Túnez - 2011
En 2011 organizaciones como Actuable y CADTM (Comité para la anulación de la deuda en el Tercer Mundo) reclamaron la declaración de deuda odiosa para los préstamos concedidos a Ben Alí durante su mandato de Presidente de Túnez. La Revolución tunecina acabó con la presidencia de Ben Alí quien huyó del país el 14 de enero de 2011. Él y su familia habían ejercido un control directo sobre la economía del país lucrándose personalmente.

## Transición hacia la democracia

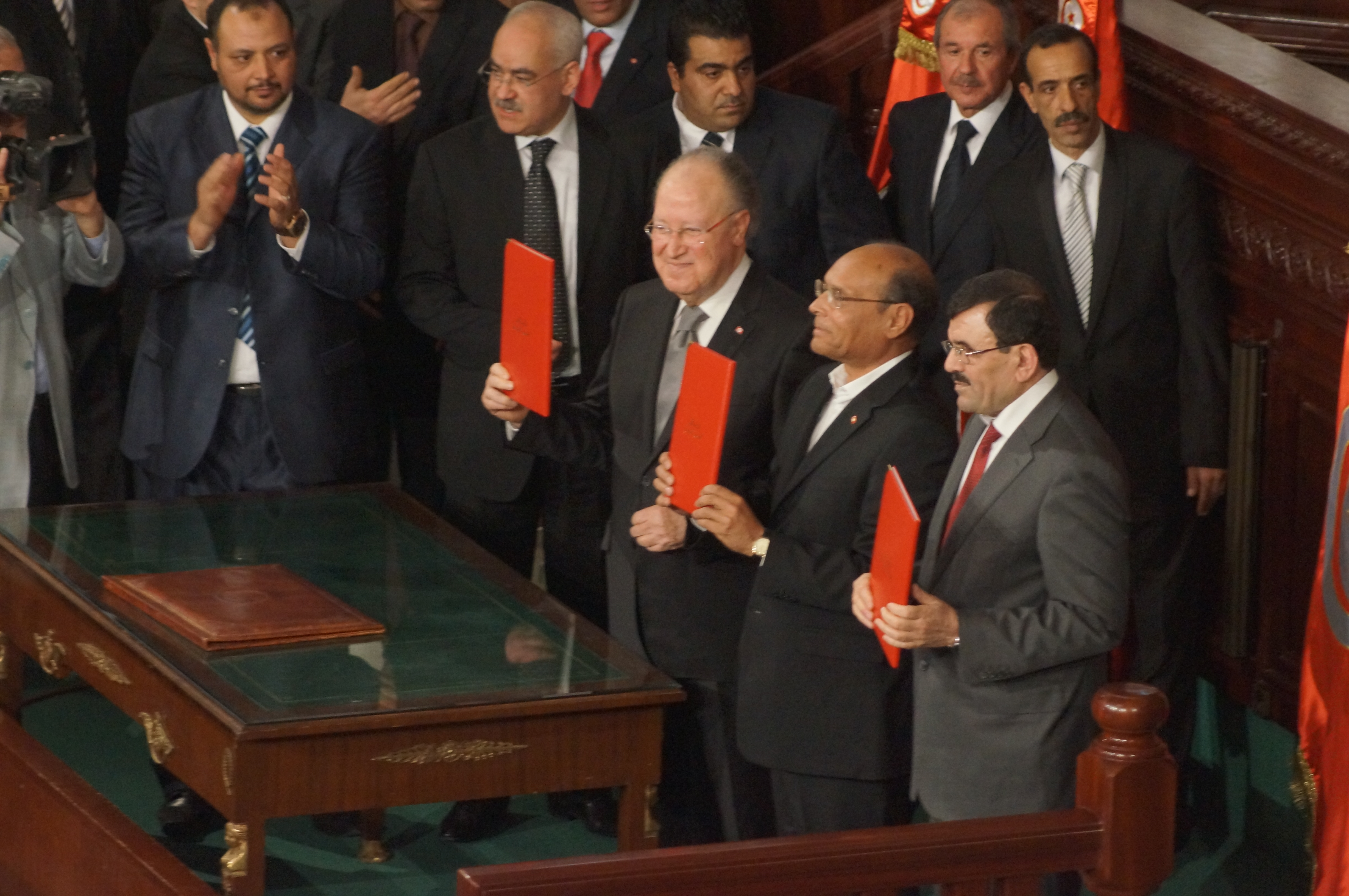
El presidente provisional Moncef Marzouki durante la firma de la nueva constitución tunecina, el 27 de enero de 2014.

El 23 de octubre de 2011 se celebraron elecciones libres a una Asamblea Constituyente una vez legalizados los principales partidos políticos de oposición e ilegalizado el antiguo partido gobernante. La votación dio lugar a una asamblea muy fragmentada en la que destaca el partido islamista Ennahda, seguido por los partidos laicos Congreso para la República (progresista), Ettakatol (socialdemócrata) y Partido Republicano (centrista, fruto de la fusión del Partido Progresista Democrático con otras fuerzas menores). La asamblea eligió a Mustafá Benjaafar, de Ettakatol, como presidente de la misma. El 10 de diciembre de 2011, la asamblea adoptó una constitución provisional y, dos días después, eligió al líder del Congreso para la República, Moncef Marzouki, como presidente provisional de la República. Marzouki propuso como primer ministro a Hamadi Jebali, secretario general de Ennahda, quien fue ratificado por la asamblea y formó un gobierno provisional de coalición entre los tres principales partidos. La Asamblea Constituyente continuó con sus trabajos para aprobar una nueva constitución mediante complejas negociaciones. 
El miércoles 6 de febrero de 2013 era asesinado el líder laico y de izquierdas Chokri Belaid ante su casa en Túnez. En el entierro celebrado dos días después las fuerzas políticas laicas hicieron un demostración de fuerza manifestándose y realizando una huelga general de 24 horas convocada por la Unión General Tunecina del Trabajo (UGTT), el sindicato más importante del país, pidiendo la dimisión del gobierno del islamista moderado Hamadi Jebali. Con estos hechos se puso en evidencia la polarización y el creciente enfrentamiento que vive Túnez entre islamistas y laicos, y que explica que la Asamblea Constituyente elegida a finales de 2011 aún no hay conseguido aprobar la nueva Constitución. La respuesta islamista no se hizo esperar y tras el entierro un grupo de «barbudos» —como se conoce a los islamistas más radiciales— agredieron a Najib Chebbi, líder del Partido Demócrata Progresista al grito de «¡Enemigo de Dios!» y al día siguiente, sábado 9 de febrero de 2013, las juventudes del partido del gobierno Ennahda realizaron una manifestación en defensa de la «legitimidad» del poder que ostenta su partido —obtuvo el 40% de los escaños en las elecciones de 2011— y contra la «injerencia francesa» —gritaron «¡Francia lárgate! ¡Francia, basta ya!»— haciendo referencia a las declaraciones del ministro francés del Interior Manuel Valls que tras condenar el asesinato del opositor laico tunecino Chokri Belaid lamentó «el auge generalizado del fascismo islámico», lo que también provocó la protesta oficial del gobierno tunecino que calificó la declaración como «inamistosa».
Como ha señalado el analista del diario español El País Ignacio Cembrero, "el proceso es similar al que vive Egipto. Si en este país la corriente islamista —los Hermanos Musulmanes y los salafistas— es mayoritaria excepto, acaso, en las grandes ciudades como El Cairo, en Túnez ambas fuerzas están bastante equilibradas. De ahí que el futuro del país descrito a veces como el laboratorio de la democracia en el mundo árabe sea una incógnita". Belaid no era el primer laico asesinado. En octubre de 2012 Lofti Nagdh, coordinador en Tataouine del partido laico Nidá Tunis, fue linchado por unos exaltados que aún no han sido detenidos. Los dos principales protagonistas de la violencia islamista son los salafistas y la Liga para la Protección de Revolución, que la oposición vincula con el partido gobernante Ennahda.

## Constitución tunecina de 2014
El texto final de la nueva Constitución fue aprobado 26 de enero de 2014 por la Asamblea Constituyente con 200 votos a favor, 12 en contra y 4 abstenciones. Al día siguiente, el texto está firmado por el presidente, Moncef Marzouki, presidente de la Asamblea Constituyente, Mustapha Ben Jaafar, y el jefe del gobierno saliente, Ali Larayedh, durante una ceremonia en la sede de la reuniones.

## Cronología
Antes del derrocamiento del gobierno de Ben Alí
- Viernes 17 de diciembre de 2010: El joven desempleado Mohamed Bouazizi, tras perder su fuente de ingresos, se inmoló con fuego frente al ayuntamiento de Sidi Bouzid.
- Viernes 24 de diciembre: La policía mata a dos manifestantes en Menzel Bouzayane.
- Domingo 2 de enero de 2011: El movimiento de internautas Anonymous comenzó la Operación Túnez en apoyo a los manifestantes, y sus ataques lograron colapsar la web del gobierno tunecino.
- Martes 4 de enero: Falleció Mohamed Bouazizi como consecuencia de las heridas provocadas por su acción de protesta. Se anuncia la huelga general.
- Viernes 7 de enero: Gran operación gubernamental contra disidentes, detuvieron también a periodistas y activistas (incluso al bloguero Slim Amamou).
- Sábado 8 de enero: Enfrentamientos graves: 9 muertos y 6 heridos graves.
- Lunes 10 de enero: Ben Ali prometió 300.000 puestos de trabajo en un intento por aplacar al pueblo.
- Martes 11 de enero: Toque de queda en las localidades de Béja, Gafsa, Kasserine y Telab.
- Miércoles 12 de enero: Toque de queda en la capital. Destitución del ministro del Interior.
- Jueves 13 de enero: Ben Ali prometió retirarse en 2014. Sin embargo, no logró reprimir la violencia y ese día murieron 13 personas más.
- Viernes 14 de enero: Manifestación multitudinaria en la capital, gritando ¡Fuera Ben Ali! Destitución del gobierno y puesta en vigor del estado de excepción. Horas después, el presidente abandona Túnez.

Tras el derrocamiento del gobierno de Ben Alí. Antes del derrocamiento del gobierno de Mohamed Ghannouchi
- Lunes 17 de enero de 2011: Formación de un gobierno de unidad con carácter provisional, integrado por cuatro ministros de Ben Ali y políticos de la oposición. Anuncio de la legalización de todos los partidos y de la liberación de todos los presos políticos.
- Martes 18 de enero: Entre protestas populares por un gobierno donde 12 de sus 20 miembros eran fieles a Ben Ali, disueltas por la policía, cuatro ministros de la oposición abandonan el gobierno de unidad.
- Sábado 22 de enero: Con el gobierno de unidad completamente desestabilizado, la policía, hasta entonces represora de las manifestaciones, se suma a ellas.
- Domingo 20 de febrero: El gobierno de transición solicita a a Arabia Saudí la extradición de Ben Ali.[43]
- Viernes 25 de febrero: Miles de personas se concentran frente al Palacio de Gobierno para pedir la renuncia del Ejecutivo de transición y de Mohamed Ghannouchi.[23]
- Sábado 26 de febrero: Tras otra manifestación de protesta contra el gobierno de transición, en la que los manifestantes pedían su dimisión, se produjeron enfrentamientos entre la policía y los manifestantes, produciéndose 3 civiles muertos y 85 heridos.[24]
- Domingo 27 de febrero: El primer ministro del gobierno de transición, Mohamed Ghannouchi, anuncia su dimisión del gobierno de transición.[12] El cargo de primer ministro lo pasa a ocupar Béji Caïd Essebsi.[13]

Tras el derrocamiento del gobierno de Mohamed Ghannouchi
- Lunes 28 de febrero: Dimiten los ministros de Industria, Aziz Chlabi, y de Cooperación Internacional, Mohamed Nuri Yuini, ambos pertenecientes al partido Reagrupación Constitucional Democrática (RCD), del depuesto Ben Ali.[44]
- Martes 1 de marzo: Dimiten dos nuevos ministros del gobierno de transición, esta vez los ministros de Desarrollo Regional, Nayib Chebbi (perteneciente al Partido Demócrata Progresista), y de Educación Superior, Ahmed Ibrahim (perteneciente al Movimiento de Renovación).[44]
- Jueves 3 de marzo: El presidente del gobierno de transición, Fouad Mebazaa, anuncia, en un discurso televisado, la convocatoria de elecciones a una Asamblea Constituyente para el 24 de julio.[45]
- Miércoles 8 de junio: El primer ministro del Gobierno de transición, Béji Caïd Essebsi, anunció el retraso para el 23 de octubre de la convocatoria de elecciones a la Asamblea Constituyente.[46]
- 23 de octubre: Elecciones de la Asamblea Constituyente.
- 13 de diciembre: Moncef Marzouki designado presidente del gobierno.